# Ericeia eriophora
Ericeia eriophora là một loài bướm đêm trong họ Erebidae.

## Hình ảnh

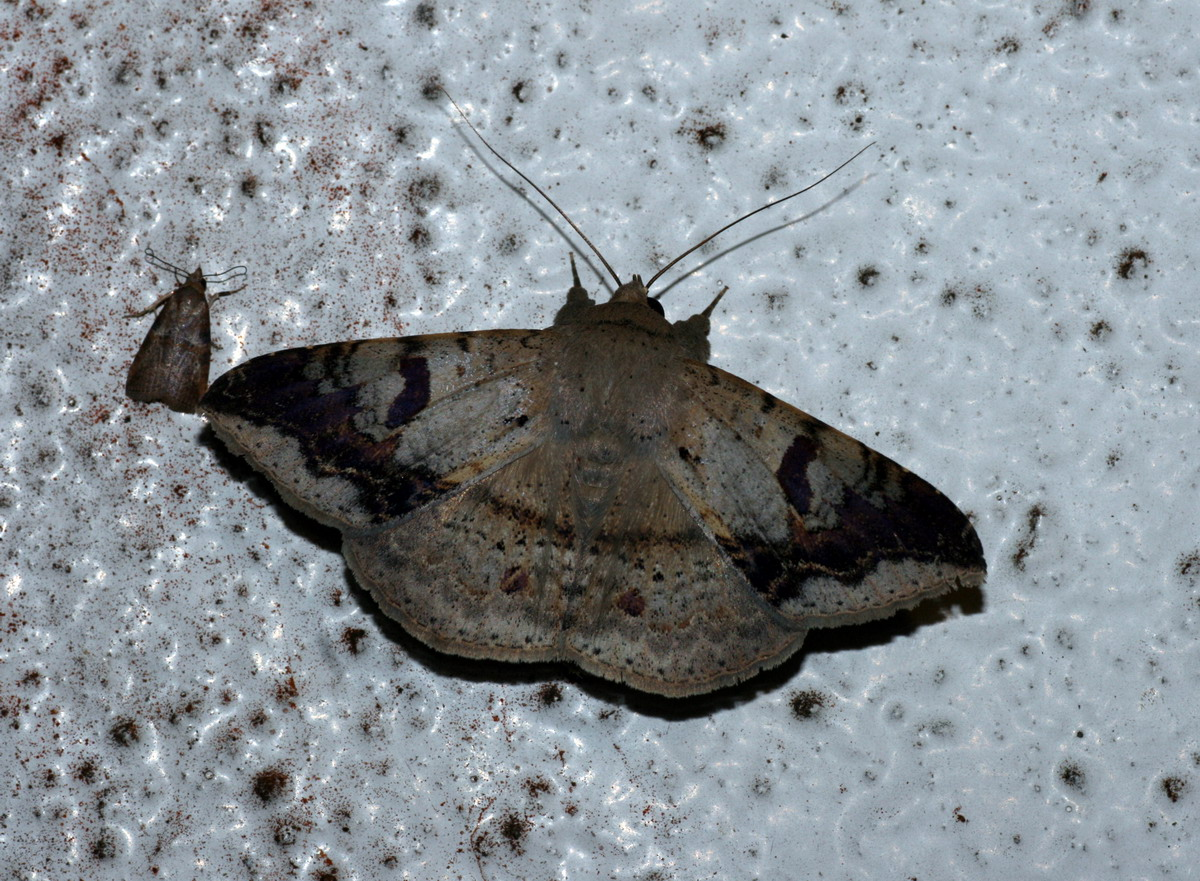
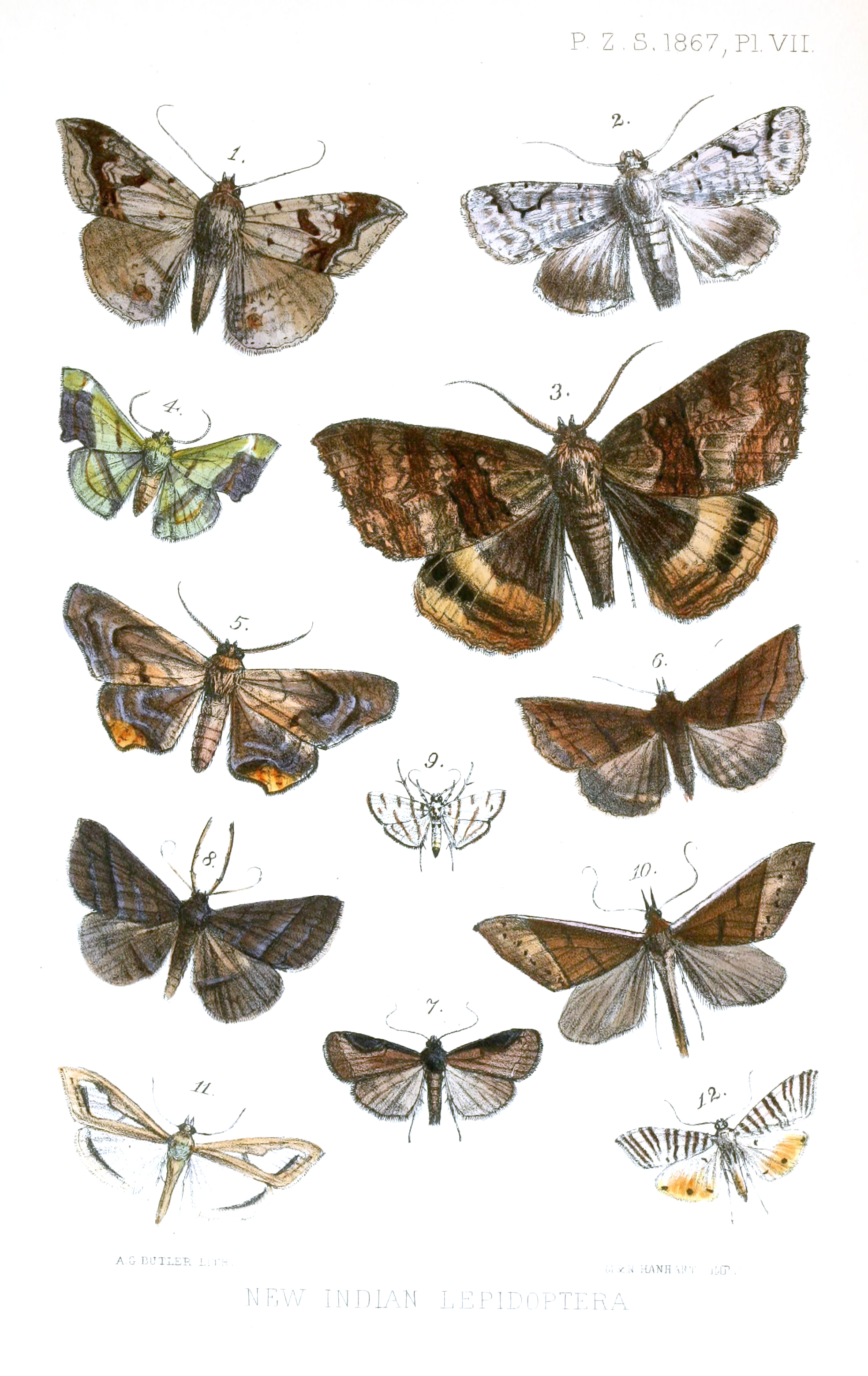